# Jane Hadley Barkley
 (juillet 2022).
Si vous disposez d'ouvrages ou d'articles de référence ou si vous connaissez des sites web de qualité traitant du thème abordé ici, merci de compléter l'article en donnant les références utiles à sa vérifiabilité et en les liant à la section « Notes et références ».
Pour les articles homonymes, voir Barkley.
Elizabeth Jane Rucker Hadley Barkley, née le 23 septembre 1911 à Keytesville et morte le 6 septembre 1964 à Washington, est une Deuxième dame des États-Unis, en tant que seconde épouse du vice-président des États-Unis Alben William Barkley. Elle est plus connue sous le nom de Jane Hadley Barkley.

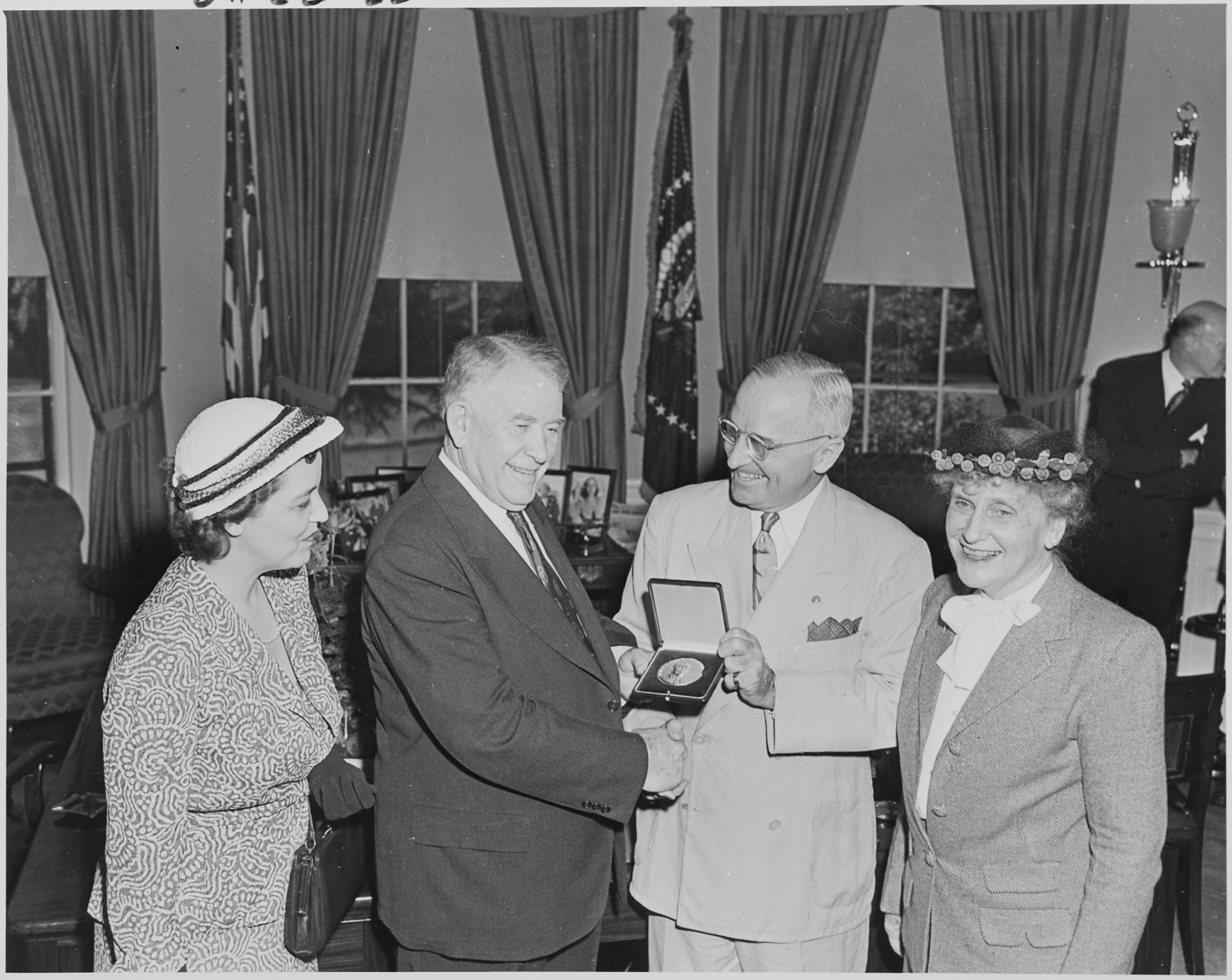
Jane Barkley à gauche, en compagnie de son mari le vice-président Alben Barkley, du président Harry Truman et Nellie Tayloe Ross en 1950.